# The Ghost (Songs: Ohia)
The Ghost è un album in studio del gruppo musicale statunitense Songs: Ohia, pubblicato nel 1999.

## Tracce
Tutte le tracce sono state scritte da Jason Molina.

1. The Dark Wrong Turn
2. Ruby Eyes in the Fog
3. At Certain Hours It All Breaks Down
4. The Wild Wind
5. The Lost Messenger
6. One Harrowing Night
7. You Are Not Alone on the Road
8. Why Are We Stopping in the Storm
9. The Far End of the Bridge
10. A Widow Sang the Stars Down